# Eusebio Tejera
Eusebio Ramón Tejera (ur. 6 stycznia 1922, zm. 9 listopada 2002), urugwajski piłkarz, obrońca. Mistrz świata z roku 1950.
Zawodową karierę zaczynał w Bella Vista. W reprezentacji Urugwaju w latach 1945–1954 rozegrał 31 spotkań. Podczas MŚ 50 zagrał we wszystkich czterech meczach Urugwaju. Podczas turnieju był piłkarzem Nacional. W klubie w tym występował w latach 1945–1950. Trzykrotnie zdobywał tytuł mistrza Urugwaju (1946, 1947 i 1950). Znajdował się w kadrze na MŚ 54.